# Nuoto ai Campionati africani di nuoto 2010
Le gare di nuoto ai Campionati africani di nuoto 2010 si disputarono dal 13 al 18 settembre 2010, presso il Complesso sportivo Mohammed V Sport Complex (in francese Complexe sportif Mohammed V) di Casablanca, in Marocco.

## Podi

### Uomini
| Evento               | Oro                                                                  | Perform. | Argento                                                             | Perform. | Bronzo                                                                              | Perform. |
| Stile libero         |                                                                      |          |                                                                     |          |                                                                                     |          |
| 50 m                 | David Dunford                                                        | 22"69    | Jason Dunford                                                       | 22"83    | Werner Bosman                                                                       | 22"99    |
| 100 m                | Nabil Kebbab                                                         | 49"96    | Jason Dunford                                                       | 50"39    | David Dunford                                                                       | 50"55    |
| 200 m                | Ahmed Mathlouthi                                                     | 1'49"90  | Jay-Cee Thomson                                                     | 1'51"51  | Mohamed Farhoud                                                                     | 1'53"14  |
| 400 m                | Jay-Cee Thomson                                                      | 3'53"12  | Ahmed Mathlouthi                                                    | 3'56"15  | Devon Brown                                                                         | 3'57"64  |
| 800 m                | Ahmed Mathlouthi                                                     | 8'10"17  | Mohamed Farhoud                                                     | 8'10"43  | Devon Brown                                                                         | 8'12"58  |
| 1500 m               |                                                                      |          |                                                                     |          |                                                                                     |          |
| Dorso                |                                                                      |          |                                                                     |          |                                                                                     |          |
| 50 m                 | Darren Murray                                                        | 26"56    | Garth Tune                                                          | 27"03    | Mohamed Khaled Hussein                                                              | 27"09    |
| 100 m                | Darren Murray                                                        | 55"67    | Mohamed Khaled Hussein                                              | 58"09    | Taki Mrabet                                                                         | 58"53    |
| 200 m                | Darren Murray                                                        | 2'01"44  | Taki Mrabet                                                         | 2'04"93  | Mohamed Khaled Hussein                                                              | 2'05"28  |
| Rana                 |                                                                      |          |                                                                     |          |                                                                                     |          |
| 50 m                 | Nabil Kebbab                                                         | 28"93    | Sofiane Daid                                                        | 29"16    | William Diering                                                                     | 29"26    |
| 100 m                | Nabil Kebbab                                                         | 1'02"98  | William Diering                                                     | 1'03"13  | Sofiane Daid                                                                        | 1'03"73  |
| 200 m                | William Diering                                                      | 2'15"65  | Sofiane Daid                                                        | 2'16"53  | Sherif Madkour                                                                      | 2'15"25  |
| Delfino              |                                                                      |          |                                                                     |          |                                                                                     |          |
| 50 m                 | Jason Dunford                                                        | 24"09    | Neil Watson                                                         | 24"40    | Garth Tune                                                                          | 24"41    |
| 100 m                | Jason Dunford                                                        | 52"66    | Neil Watson                                                         | 53"80    | Garth Tune                                                                          | 54"35    |
| 200 m                | Wesley Gilchrist                                                     | 2'00"72  | Marwan Osman                                                        | 2'04"08  | Mostafa Atef Mostafa                                                                | 2'06"00  |
| Misti                |                                                                      |          |                                                                     |          |                                                                                     |          |
| 200 m                | Jay-Cee Thomson                                                      | 2'02"95  | Taki Mrabet                                                         | 2'04"92  | Wesley Gilchrist                                                                    | 2'06"73  |
| 400 m                | Jay-Cee Thomson                                                      | 4'21"06  | Taki Mrabet                                                         | 4'24"80  | Devon Brown                                                                         | 4'32"52  |
| Staffette            |                                                                      |          |                                                                     |          |                                                                                     |          |
| 4x100 m stile libero | Sudafrica Jay-Cee Thomson Wesley Gilchrist Neil Watson Werner Bosman | 3'22"99  | Algeria Oussama Sahnoun Ryad Djendouci Badis Djendouci Nabil Kebbab | 3'24"04  | Egitto Ahmed Saaid Abdelrehim Sheheb Younes Adham Abdelmegid Mohamed Khaled Hussein | 3'27"40  |
| 4x200 m stile libero | Sudafrica Daniel Marais Jay-Cee Thomson Devon Brown Wesley Gilchrist | 7'29"21  | Tunisia Walid Naouar Taki Mrabet Tallel M'Rabet Ahmed Mathlouthi    | 7'33"06  | Algeria Badis Djendouci Mahrez Mebarek Naoufel Benabid Ryad Djendouci               | 7'34"65  |
| 4x100 m misti        | Sudafrica Darren Murray William Diering Garth Tune Neil Watson       | 3'43"53  | Algeria Naoufel Benabid Sofiane Daid Ryad Djendouci Nabil Kebbab    | 3'50"07  | Egitto Mohamed Khaled Hussein Ahmed Kamal El Din Marwan Osman Sheheb Younes         | 3'50"87  |

### Donne
| Evento               | Oro                                                                       | Perform. | Argento                                                                 | Perform. | Bronzo                                                                               | Perform. |
| Stile libero         |                                                                           |          |                                                                         |          |                                                                                      |          |
| 50 m                 | Karin Prinsloo                                                            | 26"31    | Farida Osman                                                            | 26"72    | Chanelle van Wyk                                                                     | 26"76    |
| 100 m                | Karin Prinsloo                                                            | 56"40    | Leone Vorster                                                           | 57"50    | Sara El Bekri                                                                        | 58"30    |
| 200 m                | Leone Vorster                                                             | 2'02"75  | Rene Warnes                                                             | 2'04"95  | Zaineb Khalfallah                                                                    | 2'05"09  |
| 400 m                | Leone Vorster                                                             | 4'18"86  | Rene Warnes                                                             | 4'19"22  | Shahd Mostafa                                                                        | 4'25"66  |
| 800 m                | Kathryn Meaklim                                                           | 8'55"12  | Rene Warnes                                                             | 8'57"42  | Malya Mghezzi Bakhouche                                                              | 9'06"04  |
| 1500 m               |                                                                           |          |                                                                         |          |                                                                                      |          |
| Dorso                |                                                                           |          |                                                                         |          |                                                                                      |          |
| 50 m                 | Chanelle van Wyk                                                          | 29"31    | Jessica Ashley-Cooper                                                   | 29"90    | Farida Osman                                                                         | 31"19    |
| 100 m                | Chanelle van Wyk                                                          | 1'02"32  | Jessica Ashley-Cooper                                                   | 1'04"15  | Engi El Shazli                                                                       | 1'07"42  |
| 200 m                | Mandy Loots                                                               | 2'15"66  | Jessica Ashley-Cooper                                                   | 2'17"28  | Sarra Lajnef                                                                         | 2'25"04  |
| Rana                 |                                                                           |          |                                                                         |          |                                                                                      |          |
| 50 m                 | Sara El Bekri                                                             | 33"04    | Sarra Lajnef                                                            | 33"67    | Ronwyn Roper                                                                         | 33"79    |
| 100 m                | Sara El Bekri                                                             | 1'10"82  | Sarra Lajnef                                                            | 1'12"05  | Kathryn Meaklim                                                                      | 1'12"11  |
| 200 m                | Sarra Lajnef                                                              | 2'32"16  | Sara El Bekri                                                           | 2'32"43  | Kathryn Meaklim                                                                      | 2'32"77  |
| Delfino              |                                                                           |          |                                                                         |          |                                                                                      |          |
| 50 m                 | Farida Osman                                                              | 27"28    | Vanessa Mohr                                                            | 27"29    | Chanelle van Wyk                                                                     | 27"59    |
| 100 m                | Vanessa Mohr                                                              | 59"72    | Mandy Loots                                                             | 59"76    | Farida Osman                                                                         | 1'02"05  |
| 200 m                | Mandy Loots                                                               | 2'11"97  | Bianca Meyer                                                            | 2'18"25  | Nesrine Khelifati                                                                    | 2'18"69  |
| Misti                |                                                                           |          |                                                                         |          |                                                                                      |          |
| 200 m                | Mandy Loots                                                               | 2'16"77  | Sarra Lajnef                                                            | 2'20"23  | Bianca Meyer                                                                         | 2'20"52  |
| 400 m                | Kathryn Meaklim                                                           | 4'45"76  | Sarra Lajnef                                                            | 4'52"53  | Bianca Meyer                                                                         | 4'52"69  |
| Staffette            |                                                                           |          |                                                                         |          |                                                                                      |          |
| 4x100 m stile libero | Sudafrica Karin Prinsloo Leone Vorster Chanelle van Wyk Mandy Loots       | 3'50"15  | Egitto Farida Osman Mei Atef Mostafa Rowan Elbadry Shahd Mostafa        | 3'58"02  | Tunisia Sarra Lajnef Mariem Meddeb Sendo Ayari Zaineb Khalfallah                     | 3'59"02  |
| 4x200 m stile libero | Sudafrica Leone Vorster Kathryn Meaklim Jessica Ashley-Cooper Rene Warnes | 8'27"61  | Tunisia Sendo Ayari Sarra Lajnef Maroua Mathlouthi Zaineb Khalfallah    | 8'31"71  | Algeria Malya Mghezzi Bakhouche Fella Bennaceur Lydia Yefsah Sarah Hadj Abderrahmane | 8'41"58  |
| 4x100 m misti        | Sudafrica Vanessa Mohr Chanelle van Wyk Kathryn Meaklim Karin Prinsloo    | 4'09"53  | Marocco Imane Boulaamane Sara El Bekri Shahrazad Ramond Noufissa Chbihi | 4'22"88  | Egitto Engi El Shazli Mei Atef Mostafa Farida Osman Rowan Elbadry                    | 4'23"38  |

## Medagliere
La nazione ospitante è evidenziata
| Posizione | Paese     | Oro | Argento | Bronzo | Totale |
| --------- | --------- | --- | ------- | ------ | ------ |
| 1         | Sudafrica | 26  | 14      | 16     | 56     |
| 2         | Tunisia   | 3   | 10      | 4      | 17     |
| 3         | Algeria   | 3   | 4       | 5      | 12     |
| 4         | Kenya     | 3   | 2       | 1      | 6      |
| 5         | Marocco   | 2   | 2       | 1      | 5      |
| 6         | Egitto    | 1   | 5       | 12     | 18     |
| Totale    | Totale    | 38  | 38      | 38     | 114    |